# Ахмет Ада
Ахмет Ада (на турски: Ahmet Ada) е турски поет и писател.

## Биография и творчество
Ахмет Ада е роден през 1947 г. в Джейхан, вилает Адана, Турция, в семейството на Назире Ада и Ахмет Ада. Посещава основно и средно училище в Джейхан. Докато учи в гимназията в Джейхан, се налага да напусне през 1965 г. заради финансови затруднения на семейството. Работи на различни места, след което през 1971 г. работи като служител частни компании в Кайсери, където се пенсионира през 1993 г. През 2002 г. се установява в Мерсин.
Първото му стихотворение „Книги за ковчежета“ (Tabuttur Kitaplar) е публикувано в списание „Абстрактно“ през 1966 г. Там публикува през годината и първата си статия „Детството на Хилми“, анализ на поезията на Хилми Явуз. Творбите му са публикувани в различни списания за изкуство и литература като Hâkimiyet Sanat, Saçak, Dönemeç, и Somut. Първата му книга, стихосбирката „Изгревът на розата“ (Gün Doğsun Gül Üstüne), е издадена през 1980 г. и получава наградата на Академията за поетични постижения. За произведенията си получава и наградите за поезия „Джейхун Атуф Кансу“, „Юнус Нади“ и „Джемал Сюрея“. Част от стиховете му са преведени на френски, немски, английски и кюрдски.
Ахмет Ада е сред важните представители на поезията от 1980-те години. Причисляван е към течението второ ново поколение, но създава характерна собствена лирика – епични, лирични, меланхолични и деликатни стихотворения, подхранвани от реалистични нагласи, включващи местни елементи и социален реализъм. Член е на Синдиката на писателите в Турция.
Ахмет Ада умира след тежко боледуване на 19 март 2016 г. в Адана. Погребан е в Кайсери.

## Произведения

### Поезия
- Gün Doğsun Gül Üstüne (1980) – награда на Академията[4][1][3]
- Acıyla Akran (1983)
- Yaz Kırlangıcı Olsam (1985)
- Aşk Her Yerde (1990) – награда „Джейхун Атуф Кансу“[2]
- Vakit Yok Hüzünlenmeye (1992) – награда „Юнус Нади“[2]
- Günyenisi Lirikler (1992)
- Yitik Anka (1993) – сборник от първите три книги
- Ramazan (1994)
- Taş Plak Gazelleri (1995)
- Küçük Bir Anmalık (1996)
- Begonyalı Pencere (1998)
- Denize Atılan Çiçek (1999)
- Gökyüzünün Fıskiyesi (2003)
- Denizin Uykusu Üstümde (2004)
- Kantolar (2006)
- Yeni Kantolar (2007)
- Sonsuz At (Seçme Şiirler) (2009)
- Sözcükler Denizi: Seçme Şiirler (2009)
- Taşa Bağlarım Zamanı (2009)
- Paçalı Bulut (2010)
- Yoktur Belki Ahmet Ada Diye Birisi (2010) – награда „Джемал Сюрея“[2]
- Uçurum Otu (2012)
- Çiçek Kokan Ağzı (2013)
- Taşın Sesi (2014)
- Yağmur Başlamadan Eve Dönelim (2015)
- Derin Göller Kalbindir (2017)

### Книги за поезия
- Şiir Okuma Durakları (2004)[1]
- Şiir İçin Boş Levhalar (2006)
- Modern Şiir Üzerine Yazılar (2007)
- Şiir Dersleri (2011)

## Книги за Ахмет Ада
- Поезията на Ахмет Ада (2009) – доклади от симпозиум на тема „Поезията на Ахмет Ада, 40 години в изкуството“ във Факултета по изкуства и науки на Университет „Чукурова“[1]